# Groenkeeljuweelkolibrie
De groenkeeljuweelkolibrie (Lampornis viridipallens) is een vogel uit de familie Trochilidae (kolibries).

## Verspreiding en leefgebied
Deze soort komt voor van zuidelijk Mexico tot El Salvador en telt vier ondersoorten:
- L. v. amadoni: Oaxaca (zuidelijk Mexico).
- L. v. ovandensis: Chiapas (zuidelijk Mexico) en noordwestelijk Guatemala.
- L. v. viridipallens: Guatemala, noordelijk El Salvador en westelijk Honduras.
- L. v. nubivagus: El Salvador.